# Richard Van Landuyt

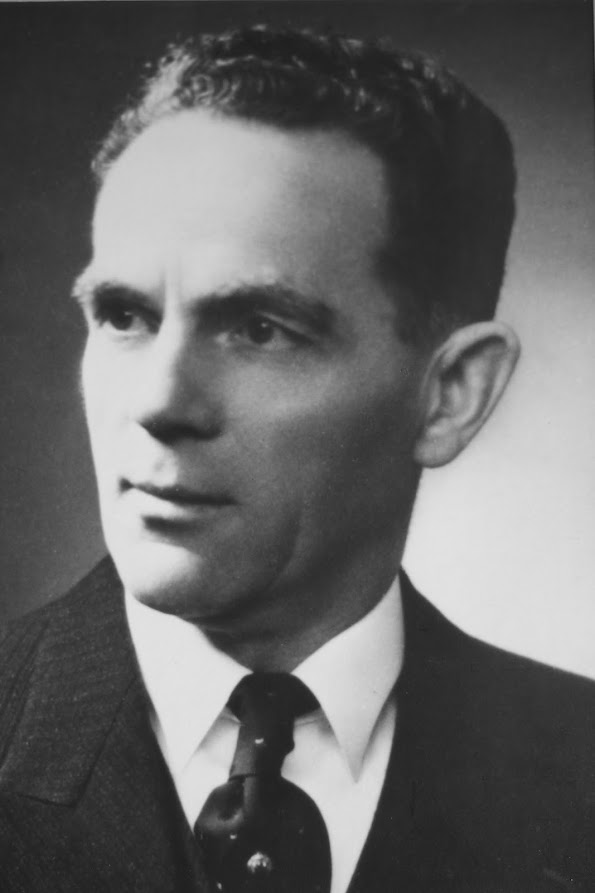
Richard Van Landuyt in 1938

Richard Van Landuyt (Ninove, 1888 - Sint-Jans-Molenbeek, 1970) was een Belgisch politicus en bedrijfsleider.
Van Landuyt werd geboren in Ninove en verhuisde als tiener met zijn ouders naar Koekelberg en later naar Sint-Jans-Molenbeek. Hij liep school aan het Sint-Aloysiuscollege te Ninove (toen nog Collège Saint-Louis de Gonzague) en aan het Collège Saint Louis te Brussel. 
Tijdens de Eerste Wereldoorlog richtte hij in 1915 het sluikblad De Vlaamsche Leeuw op als Vlaamse tegenhanger van het Franstalige La Libre Belgique. Het blad was koningsgezind en kwam op voor de Vlaamse belangen, maar zonder met de Duitse bezetter te heulen. Van Landuyt zette zich af tegen de activisten.
Hij was in 1920 medestichter en directeur van het bakkerscoöperatief  "Huis der Bakkersbazen van België". Namens de Katholieke Partij werd hij in 1922 gemeenteraadslid en in 1938 schepen van Financiën te Sint-Jans-Molenbeek.Tijdens de Tweede Wereldoorlog weigerde hij een schepenzetel in het door de Duitsers opgerichte Groot-Brussel. Hij bleef gemeenteraadslid voor CVP tot 1964. In dat jaar werd hij ereburger van Sint-Jans-Molenbeek.
Buiten dat ereburgerschap ontving Richard Van Landuyt nog de volgende onderscheidingen: Ridder in de Kroonorde met Gulden Streep (voor het uitgeven van het sluikblad "De Vlaamse Leeuw"); Kruis Pro Ecclesia et Pontifice (voor christelijke sociale werking); Ridder in de Leopoldsorde (voor 35 jaar gemeenteraadslid); Officier in de Kroonorde (voor sociale werking in dienst van de Middenstand); Goud Kruis van Sint-Rombout (voor werking ten voordele van het glasraam geschonken door de Landsbond aan de Basiliek van Koekelberg); Ridder in de Orde van Sint Sylvester (voor christelijke werking in de schoot van de Landsbond). 
Richard Van Landuyt is begraven op de begraafplaats van Sint-Jans-Molenbeek. Hij was de grootvader van filosoof Philippe Van Parijs en de grootoom van geneticus Jean-Jacques Cassiman.